# Lincoln (proposta de estado)
Estado de Lincoln é o nome dado a diversas propostas para a criação de novos estados nos Estados Unidos.

## Território do Wyoming
Quando o Território do Wyoming foi criado em 1868, era originalmente chamado Território de Lincoln. O nome de Lincoln suscitou polémica no Congresso, porque naquela altura nenhum estado ou território tinha o nome de uma pessoa. O senador do Nevada, James W. Nye, propôs, por fim, o nome de Wyoming, que fora inicialmente proposto para este território três anos antes, em 1865, e que na altura não tinha passado. O nome veio do Vale do Wyoming, na Pensilvânia. Wyoming foi a simples tradução para inglês da palavra das tribos Lenape para designar as "Grandes Planícies".

## Lincoln no Noroeste

Estado de Lincoln proposto no leste do estado de Washington, e que por vezes inclui o Panhandle do Idaho.

O Estado de Lincoln proposto no noroeste dos Estados Unidos incluía o Panhandle do Idaho e Eastern Washington (a parte do estado de Washington a leste da Cordilheira das Cascatas). Foi proposto pela primeira vez pelo Idaho, em 1864, quando a capital do estado tinha mudado de Lewiston para a sua localização atual em Boise, o que fez a governação do Panhandle ficar mais remota e mais difícil. A proposta de 1864 era a de tornar este cabo de frigideira um estado separado. Tal falhou, mas em 1901 outra proposta foi feita, desta vez associando o Panhandle do Idaho a Eastern Washington para criar o estado de Lincoln, em honra do Presidente Abraham Lincoln, mas a proposta também não vingou. Outras propostas foram feitas para criar um novo estado em 1996, 1999 e 2005. Os nomes de Colúmbia Oriental ou Washington Oriental foram então propostos.
Estas propostas criariam um dos maiores estados do país.

## Lincoln no Texas

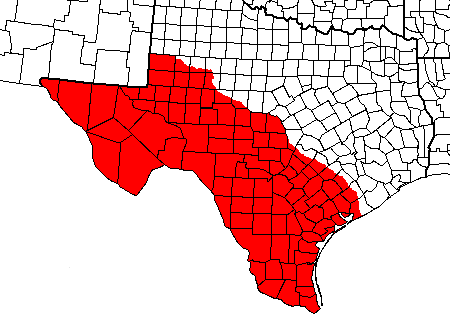
Estado de Lincoln proposto em 1869 no Texas, a sul e leste do rio Colorado.

Outra proposta de criação de estado denominado "Lincoln" foi feita para parte do território do Texas após a guerra de Secessão. Proposta em 1869, abrangia os territórios do Texas situados a oeste e sul do rio Colorado. Contrariamente a outras proposta de divisão do Texas no período da Reconstrução dos Estados Unidos, foi apresentada ao Congresso para reintegrar os ex-estados confederados. Mas não superou a fase de estudo pelo Comité do Congresso do Texas. O Texas, quando aderiu à União, era de longe maior em área que a média dos estados existentes, tendo ficado inscrita a possibilidade futura de ser dividido num máximo de cinco estados.

## Fonte
- Este artigo foi inicialmente traduzido, total ou parcialmente, do artigo da Wikipédia em inglês cujo título é «State of Lincoln».